# 内藤恒方
内藤 恒方（ないとう つねかた、1934年 8月17日ー2020年6月7日 ）は、日本の建築家。ランドスケープアーキテクト。建築設計と造園設計をおこなう建築士事務所およびランドスケープコンサルタントのALP（アルプ）設計室を主宰。京都市生まれ。

## 略歴
- 1934年（昭和9年）　京都市に生まれる
- 1958年（昭和33年） - 東京藝術大学美術学部建築科卒業、同年 レーモンド設計事務所入所
- 1966年（昭和41年） - カリフォルニア大学バークレー校大学院ランドスケープ･アーキテクチャ専門課程修了後、ササキ・ドーソン・ディメイ・アソシエーツ勤務（米国ボストン）
- 1968年（昭和43年） - 新建築住宅設計競技「向こう三軒両隣り」で1席入選
- 1969年（昭和44年） - 1972年（昭和47年） - ニューヨーク州立大学シラキュース校ランドスケープアーキテクチュア科助教授
- 1972年（昭和47年） - 1980年（昭和55年） - 大阪芸術大学芸術学部環境計画学科助教授
- 1976年（昭和51年） - ALP設計室設立
- 1994年（平成6年）ー2002年（平成14年） - 長岡造形大学造形学部環境デザイン学科教授
- 2008年（平成20年） - 港区立芝公園で、第23回「都市公園コンクール」設計(小規模)部門 受賞
- 2020年（令和2年）　老衰のため世田谷区・松原の家にて死去（満85歳）

## 作品
- 自邸　（松原の家）
- 久我山街道の家
- 目白の家
- 菱沼海岸の家
- 蓼科山の見える山荘
- 下高井戸の家
- 夏泊ゴルフリンクス HGHB
- シルクリバーCCクラブハウスの設計とコース内の植栽
- びわの平ゴルフ倶楽部
- 講談社新社屋造園基本設計
- カサ・デ・プラド＋SL クラブハウス 小岩井農場とSLホテル
- 八ヶ岳音楽堂造園
- 水戸グリーンカントリークラブ山方コースクラブハウス
- 高幡鹿島台ガーデン
- 坂井公園(仮称)整備本設計及び実施設計策定業務
- ホテルニューオータニ長岡（コープビル）広場
- 長岡市案内・誘導サイン整備計画（仮称）におけるデザイン案作成

## 主著
- 造園学用語解説(5) アトリウム(Atrium) 造園雑誌 52(3), 1989-02-15
- 「環境と創造 : 日本的なるもの」, PROCESS ARCHITECTURE #59, プロセスアーキテクチュア, 85年6月
- 造園雑誌 49(2), 160, 1985-12-19
- 通度寺Sinpyeong,korea(NICE SPACE) 斎藤裕と,SD (254), p173-176, 1985-11
- G・カリー氏講演会記録 造園雑誌 47(4), 260-261, 1984-03-31
- 都市環境における緑 建築技術 (308), p121-126, 1977-04
- 四季の庭 - ササキの自然観 (環境計画=SDDA〔Sasaki,Dawson,DeMay Associates〕の場合(特集)) SD (109), 70-72, 1973-09
- PROCESS ARCHITECTURE プロセス No.130 W.エーメ+J.ヴァン.スウェーデン：ランドスケープの新世界